# Boss Level
Boss Level es una película de ciencia ficción y acción de 2021 dirigida por Joe Carnahan y escrita por Carnahan, Chris y Eddie Borey, desde una historia de los Borey. Es protagonizada por Frank Grillo como un soldado de las fuerzas especiales retirado que intenta escapar de un bucle de tiempo interminable que resulta en su muerte. Mel Gibson, Naomi Watts y Michelle Yeoh coprotagonizan.
La película se anunció originalmente en 2012 como Continue, y fue desarrollada por Carnahan en 20th Century Fox, pero no avanzó. Boss Level se anunció formalmente en noviembre de 2017 y fue producida por Carnahan, Grillo, Randall Emmett y George Furla. La filmación tuvo lugar en Georgia de marzo a mayo de 2018. La película estaba programada originalmente para ser estrenada por Entertainment Studios Motion Pictures el 16 de agosto de 2019, pero se retrasó. Fue estrenada el 5 de marzo de 2021 por Hulu.

## Sinopsis
Roy Pulver, un soldado retirado de las fuerzas especiales, se encuentra atrapado en un programa de gobierno siniestro, que resulta en un ciclo de tiempo sin fin que conduce a su muerte. 

## Reparto
- Mel Gibson como Coronel Clive Ventor.
- Frank Grillo como Roy Pulver.
- Will Sasso como Brett.
- Naomi Watts como Jemma Wells.
- Annabelle Wallis como Alice.
- Rob Gronkowski
- Ken Jeong como el Chef Jake.
- Michelle Yeoh
- Mathilde Ollivier como Gabrielle.
- Selina Lo como Guan Yin.
- Quinton Jackson
- Rashad Evans
- Meadow Williams como Pam.
- Sheaun McKinney como Dave.

## Producción
En noviembre de 2017 se anunció que Mel Gibson y Frank Grillo estaban negociando para protagonizar con Joe Carnahan escribiendo y dirigiendo la película. El casting adicional continuó en marzo de 2018 con Will Sasso, Naomi Watts, Annabelle Wallis y Rob Gronkowski uniéndose al elenco. El rodaje comenzó ese mes en Georgia. Ken Jeong, Mathilde Ollivier, Selina Lo y Michelle Yeoh se unieron al elenco el mes siguiente.

## Recepción
Boss Level recibió reseñas generalmente mixtas a positivas de parte de la crítica y la audiencia. En el sitio web especializado Rotten Tomatoes, la película posee una aprobación de 73%, basada en 85 reseñas, con una calificación de 6.4/10, y con un consenso crítico que dice: "Boss Level potencia el género de bucle de tiempo cada vez más concurrido con un thriller de acción de ciencia ficción alegremente exagerado que se deleita con sus propios excesos." De parte de la audiencia tiene una aprobación de 76%, basada en más de 500 votos, con una calificación de 3.8/5.
El sitio web Metacritic le dio a la película una puntuación de 56 de 100, basada en 16 reseñas, indicando "reseñas mixtas o promedio". En el sitio IMDb los usuarios le asignaron una calificación de 6.8/10, sobre la base de 68 230 votos, mientras que en la página web FilmAffinity la cinta tiene una calificación de 5.9/10, basada en 6061 votos.